# 2 липня
2 липня — 183-й день року в григоріанському календарі (184-й у високосний рік) — середина року (182 дні від початку й 182 дні до кінця року). До кінця року залишається 182 дні.

## Свята і пам'ятні дні

### Міжнародні
Міжнародний день спортивного журналіста. У цей день 1924 р. у Парижі була утворена Міжнародна асоціація спортивної преси (АІПС)

### Національні
- Україна: День Військово-Морських Сил Збройних Сил України (Відзначається щорічно згідно з Указом Президента (№ 331/2015 від 12 червня 2015 р. у першу неділю липня).
- Україна: День працівників морського та річкового флоту. Відзначається щорічно згідно з Указом Президента (№ 332/2015 від 12 червня 2015 р.).
- День працівника державної податкової служби України (2005—2013).

### Релігійні

#### Християнство
- День Святого Бернардина.

Православні:
- Покладення чесної ризи Пресвятої Богородиці у Влахерні.
- Святителя Фотія, митрополита Київського і всієї Руси.
- Святителя Ювеналія, патріарха Єрусалимського.
- Святителя Іоана (Максимовича), архієпископа Шанхайського і Сан-Франциського, чудотворця.

## Події
- 1559 — чотири османські документи згадують про атаку, здійснену «Дмитрашкою (Вишневецьким) і невірними (козаками)» на фортецю Азов.
- 1644 — Битва під Марстон-Муром.
- 1776 — Другий Континентальний конгрес у Філадельфії ухвалив рішення про відділення американських колоній від Королівства Великої Британії. Декларація незалежності була прийнята через два дні, 4 липня, а вперше публічно зачитана — 8 липня.
- 1900 — відбувся перший політ дирижаблю моделі LZ-1, сконструйованого відставним прусським офіцером Фердинандом фон Цеппеліном.
- 1951 — газета «Правда» засудила вірш В. Сосюри «Любіть Україну».
- 1956 — розпочала роботу Міжнародна організація телебачення (Євробачення).
- 1996 — у місті Дніпродзержинську міський трамвай через відмову гальм на великому спуску врізався у стіну будинку. Загинуло 34 людини, близько 100 отримали травми.
- 2011 — Володимир Кличко переміг Девіда Хея, внаслідок чого у братів опинилися всі престижні пояси за перемогу у суперважкій вазі.

## Народились
Дивись також Категорія:Народились 2 липня
- 1486 — Якопо Сансовіно, італійський художник і архітектор, центральна фігура ренесансної архітектури Венеції.
- 1489 — Томас Кранмер, перший протестантський архієпископ Кентерберійський, радник англійського короля Генріха VIII (†21.03.1556).
- 1714 — Крістоф Віллібальд Глюк, німецький композитор («Орфей і Еврідіка», «Паріс і Єлена») (†15.11.1787).
- 1724 — Фрідріх Ґотліб Клопшток, німецький поет, яскравий представник сентименталізму
- 1825 — Володимир Александров, український письменник (†10.01.1894).
- 1862 — Вільям Генрі Брегг, британський фізик, основоположник рентгеноструктурного аналізу, лауреат Нобелівської премії (1915, разом із сином Вільямом Лоренсом Бреггом) (†12.03.1942).
- 1866 — Сергій Дельвіг, український військовий діяч, генерал-полковник Армії УНР.
- 1877 — Герман Гессе, німецький письменник («Гра в бісер», «Степовий вовк»), лауреат Нобелівської премії (1946) (†9.08.1962).
- 1882 — Т. Г. Кемза, український філолог-арабіст (†1958).
- 1892 — М. С. Бондаренко, українська народна поетеса (†1970).
- 1892 — Михайло Спіров, український вчений-анатом (†1973).
- 1895 — Олесь Чишко, український та російський композитор, співак і педагог (†1976).
- 1904 — Дмитро Чалий, український літературознавець (†1985).
- 1906 — Петро Андрусів, український художник, педагог та громадський діяч (†29.12.1981).
- 1922 — П'єр Карден, французький модельєр.
- 1925 — Патріс Лумумба, заїрський революціонер, перший прем'єр-міністр Демократичної Республіки Конго (†17.01.1961).
- 1939 — Пол Вільямс, американський співак, член Зали слави рок-н-ролу з 1989 року (†17.08.1973).
- 1946 — Рон Сілвер, американський актор («Розумник», «Кіссінжер і Ніксон», «Роман з каменем», «Любовна історія»).
- 1951 — Шерілл Ледд (Стоппелмур), американська акторка («Зміни», «Історія життя Грейс Келлі», «Ангели Чарлі»).
- 1983 — Мішель Бранч, американська співачка, автор пісень та акторка.
- 1985 — Ешлі Тісдейл, американська акторка, попспівачка.
- 1986 — Ліндсі Лохан, американська акторка, попспівачка і модель.
- 1990 — Марго Роббі, австралійська акторка.
- 1995 — Яна Зінкевич, українська військова та політична діячка. Командир Медичного батальйону «Госпітальєри», народний депутат України 9-го скликання.
- 2001 — Абрам Атта, ганський актор.
- 2002 — Олександр Гарбуз, солдат ЗСУ. Герой України.

## Померли
Дивись також Категорія:Померли 2 липня
- 1215 — Ейсай, японський буддистський монах, засновник секти Ріндзай-сю, популяризатор культури чаю в Японії.
- 1582 — Акеті Міцухіде, японський самурайський полководець періоду Сенґоку.
- 1591 — Вінченцо Галілей, італійський композитор, лютніст, музичний теоретик. Батько вченого Галілео Галілея.
- 1843 — Самюель Ганеман, німецький лікар, засновник гомеопатії.
- 1883 — П'єр Огюст Кот, французький художник, представник академізму.
- 1895 — Михайло Драгоманов, український громадський діяч, публіцист, історик, фольклорист, літературознавець, філософ, економіст.
- 1915 — Порфіріо Діас, президент та диктатор Мексики (народився 15 вересня 1830)
- 1961 — Ернест Гемінгуей, письменник та журналіст, лауреат Нобелівської премії за 1954 рік
- 1979 — Карлайл Сміт Білз, канадський астроном.
- 1979 — Лариса Шепітько, український радянський кінорежисер, сценарист, автор стрічки «Сходження».
- 2013 — Дуглас Енгельбарт, один з перших дослідників людино-машинного інтерфейсу і винахідник комп'ютерного маніпулятора — миші.
- 2019 — Литвин Степан Михайлович, український поет та перекладач.